# Спессартин
Спессартин — довольно распространённый минерал, силикат из группы гранатов.
Среди других гранатов спессартины замечательны прежде всего цветом — их кристаллы имеют сочную оранжево-жёлтую, красно-оранжевую, жёлто-коричневую окраску. Выделяют также разновидность спессартина — эспессандит, содержащую альмандиновую составляющую. В спессартине часто наблюдаются мелкие газово-жидкие включения. Назван по местности Шпессарт в Баварии, где был впервые обнаружен.

## Нахождение
Самостоятельных месторождений и больших скоплений не образует, кристаллы спессартина извлекают попутно при разработке скарнов и редкометальных пегматитов. Спессартин — довольно распространённый минерал из группы гранатов, но прозрачные ювелирные разновидности встречаются редко; чаще он находится в виде сильно трещиноватых и малопрозрачных кристаллов, хотя иногда и весьма крупных, а размеры кристаллов спессартина ювелирного качества всегда незначительны. 

## Месторождения
Спессартин ювелирного качества встречается в Шри-Ланке, Бразилии, США, Норвегии, Швеции, Мексике, Италии, на острове Мадагаскар. В Бразилии и на Мадагаскаре обнаружены уникальные экземпляры чистого спессартина массой более 100 карат. В России — на Среднем Урале и в кристаллических сланцах в Восточной Сибири и в Карелии.

## Практическое значение
Используется в изготовлении ювелирных изделий и в качестве коллекционного материала. В Смитсониановском институте хранятся спессартины из Бразилии массой 109 и 53,8 карат и из США — 40,1 карат, а в Американском музее натуральной истории — в 96 карат. Крупный спессартин массой 12,01 карат демонстрируется в Геологическом музее Лондона.
Стоимость спессартинов довольно высока. В США оптовые цены на камни массой в 1—4 карата оранжевого цвета составляли в 1980 году 80$ — 100$ за карат, красно-коричневого — 20$ — 35$ за карат.